# Liste der Vizegouverneure von Nevada
Das Amt des Vizegouverneurs von Nevada (Lieutenant Governor of Nevada) wurde im Zuge der Umwandlung des Territoriums zu einem Bundesstaat der Vereinigten Staaten geschaffen. Der Vizegouverneur vertritt den Gouverneur, wenn dieser zeitweise abwesend ist. Fällt der Gouverneur durch Tod, Rücktritt oder Amtsenthebung weg, rückt der Vizegouverneur für die verbleibende Dauer der Amtsperiode zum Gouverneur auf.
| Name                       | Amtszeit            | Partei                  | Bemerkungen |
| -------------------------- | ------------------- | ----------------------- | --- |
| John S. Crosman            | 1864–1867           | Republikaner            | |
| James S. Slingerland       | 1867–1871           | Republikaner            | |
| Frank Denver               | 1871–1875           | Demokrat                | |
| Jewett William Adams       | 1875–1883           | Demokrat                | |
| Charles E. Laughton        | 1883–1887           | Republikaner            | |
| Henry C. Davis             | 1887–1889           | Republikaner            | Davis verstarb am 22. August 1889 im Amt. |
| Samuel W. Chubbuck         | 1889                | Republikaner            | Chubbuck wurde am 9. September 1889 zum Vizegouverneur ernannt und trat am 30. November 1889 zurück.                                                                                          |
| Francis Jardine Bell       | 1889–1891 1889‑1891 | Republikaner            | Bell wurde am 30. November 1889 zum Vizegouverneur ernannt. Nach dem Tod von Gouverneur Charles C. Stevenson war er vom 21. September 1890 bis zum 5. Januar 1891 kommissarischer Gouverneur. |
| Joseph Poujade             | 1891–1895           | Republikaner            | |
| Reinhold Sadler            | 1895–1899           | Silver Party            | Sadler war vom 10. April 1896 bis zum 2. Januar 1899 kommissarischer Gouverneur und wurde später für eine volle Amtszeit gewählt.                                                             |
| James R. Judge             | 1899–1903           | Silver Party            | |
| Lemuel Allen               | 1903–1907           | Silver Party            | |
| Denver Sylvester Dickerson | 1907–1911           | Silver Party            | Dickerson war vom 22. Mai 1908 bis zum 2. Januar 1911 kommissarischer Gouverneur. |
| Gilbert C. Ross            | 1911–1915           | Demokrat                | |
| Maurice Joseph Sullivan    | 1915–1927           | Demokrat                | |
| Morley Isaac Griswold      | 1927–1935           | Republikaner            | Griswold war vom 21. März 1934 bis zum 7. Januar 1935 kommissarischer Gouverneur. |
| Fred S. Alward             | 1935–1939           | Demokrat                | |
| Maurice Joseph Sullivan    | 1939–1943           | Demokrat                | |
| Vail Montgomery Pittman    | 1943–1945           | Demokrat                | Pittman war vom 24. Juli 1945 bis zum 1. Januar 1951 kommissarischer Gouverneur und wurde später für eine volle Amtszeit gewählt.                                                             |
| Clifford Aaron Jones       | 1947–1955           | Demokrat                | |
| Rex Bell                   | 1955–1962           | Republikaner            | Bell verstarb am 4. Juli 1962 im Amt. |
| Maude Frazier              | 1962–1963           | Demokrat                | Maude Frazier war vom 13. Juli 1962 bis zum 7. Januar 1963 Vizegouverneurin und die erste Frau, die dieses Amt in Nevada bekleidete.                                                          |
| Paul Dominique Laxalt      | 1963–1967           | Republikaner            | |
| Merlin Edward Fike         | 1967–1971           | Republikaner            | |
| Harry Mason Reid           | 1971–1975           | Demokrat                | |
| Robert E. Rose             | 1975–1979           | Demokrat                | |
| Myron E. Leavitt           | 1979–1983           | Demokrat                | |
| Robert Alan Cashell        | 1983–1987           | Demokrat / Republikaner | Cashell wurde als Demokrat zum Vizegouverneur gewählt, jedoch wechselte er am 12. August 1983 zur Republikanischen Partei.                                                                    |
| Robert Joseph Miller       | 1987–1991           | Demokrat                | Miller war vom 3. Januar 1989 bis zum 7. Januar 1991 kommissarischer Gouverneur und wurde später für zwei volle Amtszeiten gewählt.                                                           |
| Sue Ellen Wagner           | 1991–1995           | Republikaner            | |
| Lonnie Lee Hammargren      | 1995–1999           | Republikaner            | |
| Lorraine T. Hunt           | 1999–2007           | Republikaner            | |
| Brian K. Krolicki          | 2007–2015           | Republikaner            | |
| Mark Alan Hutchison        | 2015–2019           | Republikaner            | |
| Kathleen Marie Marshall    | 2019–2021           | Demokrat                | |
| Lisa Cano Burkhead         | 2021–               | Demokrat                | |